# Al-Fatah
Al-Fatah (arab. ‏فتح‎; odwrotny akronim od arab. ‏حركة التحرير الوطني الفلسطيني‎, trb. Harakat at-Taḥrīr al-Waṭanī al-Filasṭīnī, Palestyński Ruch Wyzwolenia Narodowego) – palestyńska organizacja polityczno-wojskowa.

## Nazwa
Słowo Fatah jest odwrotnym akronimem pełnej nazwy grupy. Składa się z trzech liter F–T–Ḥ, od Harakat at-Taḥrīr al-Waṭanī al-Filasṭīnī, czyli Palestyński Ruch Wyzwolenia Narodowego.

## Historia

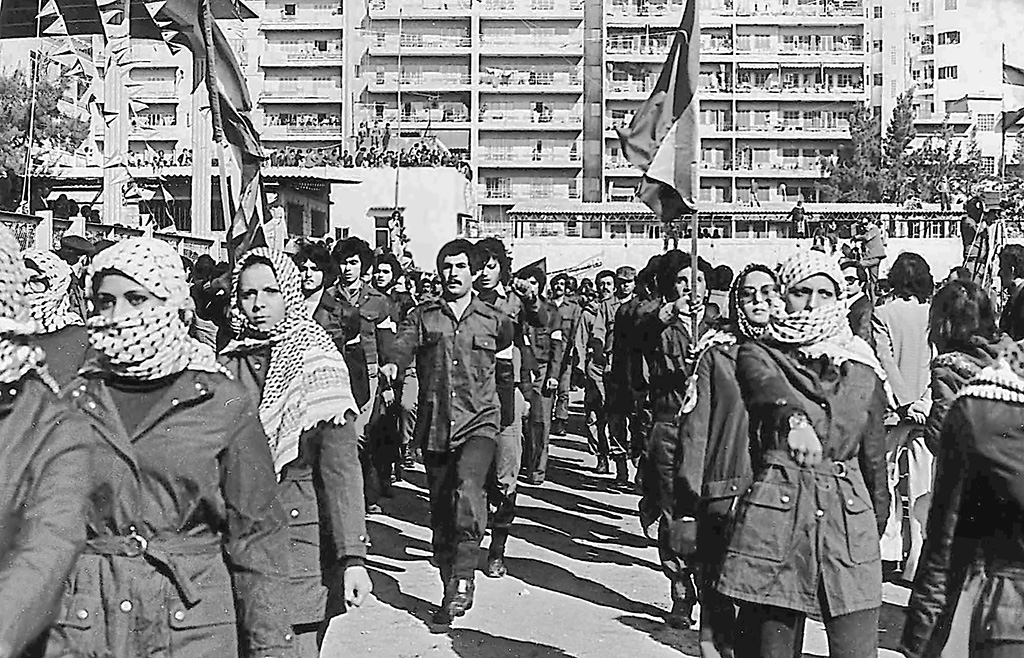
Fedaini al-Fatahu w Bejrucie w 1979 roku

Został utworzony w 1958 roku przez emigrantów palestyńskich w Kuwejcie. Założycielami al-Fatah byli Jasir Arafat, Salah Chalaf (ps. Abu Ijad) i Chalil al-Wazir (ps. Abu Dżihad). Działalność al-Fatahu finansowana była z darowizn zwolenników. Organem Fatah było pismo „Filasṭīn al-Thawra” („Rewolucja Palestyńska”). Zbrojnym ramieniem grupy była Al-Asifa (Burza) działająca od końca 1964 roku. W 1963 roku rozwinęły się w grupie struktury typu komandoskiego. W 1964 roku partyzanci al-Fatahu przeprowadzili pierwszą akcję wojskową na obszarze Izraela. Obozy partyzanckie al-Fatah znajdowały się w Libanie i Jordanii.
21 marca 1968 roku fedaini z Al-Asifa stoczyli bitwę z wojskami izraelskimi w Al-Karamie. Bitwa zakończyła się sukcesem propagandowym Palestyńczyków. Pomimo izraelskiej przewagi fedainom udało się doprowadzić do wycofania się wojsk izraelskich z miejscowości. Zwycięstwo okupione zostało życiem połowy bojowników Al-Asifa. Wydarzenia z Al-Karamy przyczyniły się do objęcia przez Arafata urzędu przewodniczącego Organizacji Wyzwolenia Palestyny w 1969 roku. Od tego momentu al-Fatah utrzymuje w OWP przewodnią pozycję. W latach 1968–1969 do Fatah przyłączyły się m.in. Awangarda Wyzwolenia Palestyny, Front Rewolucji Palestyńskiej i Święta Wojna.
We wrześniu 1970 roku al-Fatah wraz z innymi ugrupowaniami OWP uwikłał się w wojnę z rządem jordańskim (Czarny Wrzesień). Siły OWP zostały rozbite przez jordańskie wojsko i zmuszone do wycofania się do Libanu. Na cześć tych wydarzeń sformowana została organizacja terrorystyczna Czarny Wrzesień, w której skład weszli członkowie al-Fatah.
W pierwszej połowie lat 70. sformowana została Brygada 17, elitarny oddział al-Fatah odpowiedzialny za operacje wywiadowcze i uderzeniowe.
W 1974 roku z grupy wyrzucony został ekstremistyczny Abu Nidal. Polityk ten założył rozłamową Rewolucyjną Radę Fatah.
22 listopada 1974 roku Jasir Arafat wystąpił przed delegatami posiedzenia plenarnego Organizacji Narodów Zjednoczonych. Zażądał likwidacji Izraela i utworzenia w jego miejsce ekumenicznego państwa Żydów, muzułmanów i chrześcijan. Wkrótce po tym ONZ uznało prawo samostanowienia narodu palestyńskiego.
W styczniu 1976 roku al-Fatah włączył się w wojnę domową w Libanie, w której poparł libańską lewicę zrzeszoną w Libańskim Ruchu Narodowym.
W 1982 roku wojsko izraelskie zniszczyło struktury al-Fatahu w Libanie. Odtąd przywódcy Fatahu przebywali w Tunisie.
W 1983 roku ugrupowanie opuściła frakcja radykalna, która sformowała Fatah al-Intifada.
Pod koniec lat 80. al-Fatah wyrzekł się terroryzmu. Na początku lat 90. rozpoczęły się rozmowy pokojowe pomiędzy OWP a Izraelem. OWP w rozmowach reprezentował Arafat. W 1993 roku Arafat i Icchak Rabin wypracowali porozumienie, na mocy którego rok później utworzona została Autonomia Palestyńska. Al-Fatah zdominował struktury Autonomii.
W 1995 roku powstała zbrojna frakcja al-Fatah Tanzim (Organizacja), a w 2000 roku Brygady Męczenników Al-Aksa.
Po śmierci Arafata w 2004 roku przewodniczącym al-Fatah został Faruk al-Kaddumi. W wyborach prezydenckich w Autonomii Palestyńskiej w 2005 roku al-Fatah poparł Mahmuda Abbasa. W wyborach parlamentarnych w styczniu 2006 roku utracił większość w parlamencie, lista al-Fatahu zdobyła wtedy 41,43% głosów. W 2007 roku organizacja utraciła wpływy w Strefie Gazy na rzecz Hamasu, ograniczając je do Zachodniego Brzegu.

## Ideologia
Głównym celem al-Fatah jest wyzwolenie Palestyny spod panowania Izraela. Jest on ruchem świeckim.